# Flachsland-Teppich
Der Flachsland-Teppich ist ein um 1470 hergestellter Wandteppich (Tapisserie), der heute aus zwei Teilen besteht. Den Namen bekam er vom Auftraggeber, dem Röttler Landvogt Hans dem Jüngeren von Flachslanden. Aufbewahrt wird er im Historischen Museum Basel.

## Geschichte
Hans von Flachslanden schenkte den Teppich seiner zweiten Gattin Barbara von Breitenlandenberg zur Hochzeit. Herstellungsjahr und Hochzeit werden überwiegend in das Jahr 1468 datiert, während Schubring „um 1470“ vorschlägt.
Während Flachslandens Amtszeit als Landvogt arbeitete auf Burg Rötteln ein burgundischer Wirkmeister, der mit einem flachen Wirkstuhl mit Trittpedalen arbeitete. Zeugnis darüber gibt der Bericht des Pilgers Hans von Waltheim aus Halle an der Saale, der die Burg am 9. Juli 1474 auf seiner Rückreise von Südfrankreich besuchte. Die Arbeit mit dem Trittwebstuhl war seit dem Hochmittelalter ein eigenständiger Beruf, der von Männern ausgeübt wurde.
Ob der Flachsland-Teppich tatsächlich auf der Burg gefertigt wurde oder im nahen Basel, ist nicht geklärt.
Waltheim bestaunte insbesondere die Wandteppiche. Er schrieb:

„[…] Das war das hübscheste Werk von Bildern, von Angesichten, von Kleidungen, von Tieren und Blumen und von anderem Werke, gleich als ob es lebte, dergleichen ich nicht viele gesehen habe. […]“

Ob Waltheim hier auch den Flachsland-Teppich gesehen hat, bleibt offen, da der Landvogt auch das Lörracher Wasserschloss zu Lehen hatte und der Wandbehang möglicherweise schon dort hing, wie dies nach dem Tode des Landvogts der Fall war.
Eine Beschreibung des Teppichs findet sich in einer Publikation von 1923. Er scheint damals schon geteilt gewesen zu sein.
Der Teppich befindet sich seit 1981 im Historischen Museum Basel, das ihn für 2,6 Mio. CHF auf einer Londoner Auktion ersteigert hatte. Zuvor war er in süddeutschem Privatbesitz.

## Beschreibung
„Der ursprünglich ca. 506 cm lange Bildstreifen mißt in der Höhe 123 cm – 128,5 cm und weist eine Gewebedichte von 24–32 Schuss- und 6–7 Kettfäden/cm² auf.“
Der Wandbehang ist aus Wolle gefertigt, die mit pflanzlichen Stoffen gefärbt wurde. Als Farbstoffe im Teppich konnten u. a. Färberkrapp (Rot), Färberwaid (Blau), Färber-Ginster (Gelb), Orseille (Violett) nachgewiesen werden. Die violette Farbe ist heute verblasst und nur noch auf der Rückseite erhalten.
Die Wirkerei zeigt eine Darstellung Wilder Leute auf der Jagd, wobei die Wildleute hier friedliche Naturmenschen sind. Sie leben „im Einklang mit der Pflanzen- und Tierwelt“. Das Bild zeigt keine gewöhnliche Treib- und Falkenjagd, sondern Wildleute, deren Ziel „das Erhaschen von Zuneigung des anderen Geschlechtes ist.“ Gejagt wird ein Hirsch, das Symbol der Treue.
Links im Bild verabschiedet eine junge Frau ihren Mann zur Jagd. Einer der Hunde verbeißt sich in einen Hirsch, der von einem Waidzaun aufgehalten wird. Ein weiteres Paar Wildleute baut einen zweiten Waidzaun. Weiter rechts umwirbt ein junger Jäger mit Saufeder eine Falknerin. Das vierte Paar besteht aus einem jungen Mann mit einem Hifthorn an einem Bandelier und einer Keule, der seiner Partnerin eine erlegte Wachtel übergibt.
Unter den Füßen der Wilden Leute ist eine Rasenbank mit zahlreichen Pflanzen, die so genau gewirkt sind, dass sie in ihrer Art erkennbar sind. Über den Köpfen ziehen sich Spitzbogen mit Akanthuswedeln, unter denen Papageien zu sehen sind.
Die nachfolgenden Abbildungen sind mit Bildnotizen versehen (annotiert), die bei der Detailanzeige sichtbar werden und Spruchbänder sowie Wappen erklären.

Flachsland-Teppich
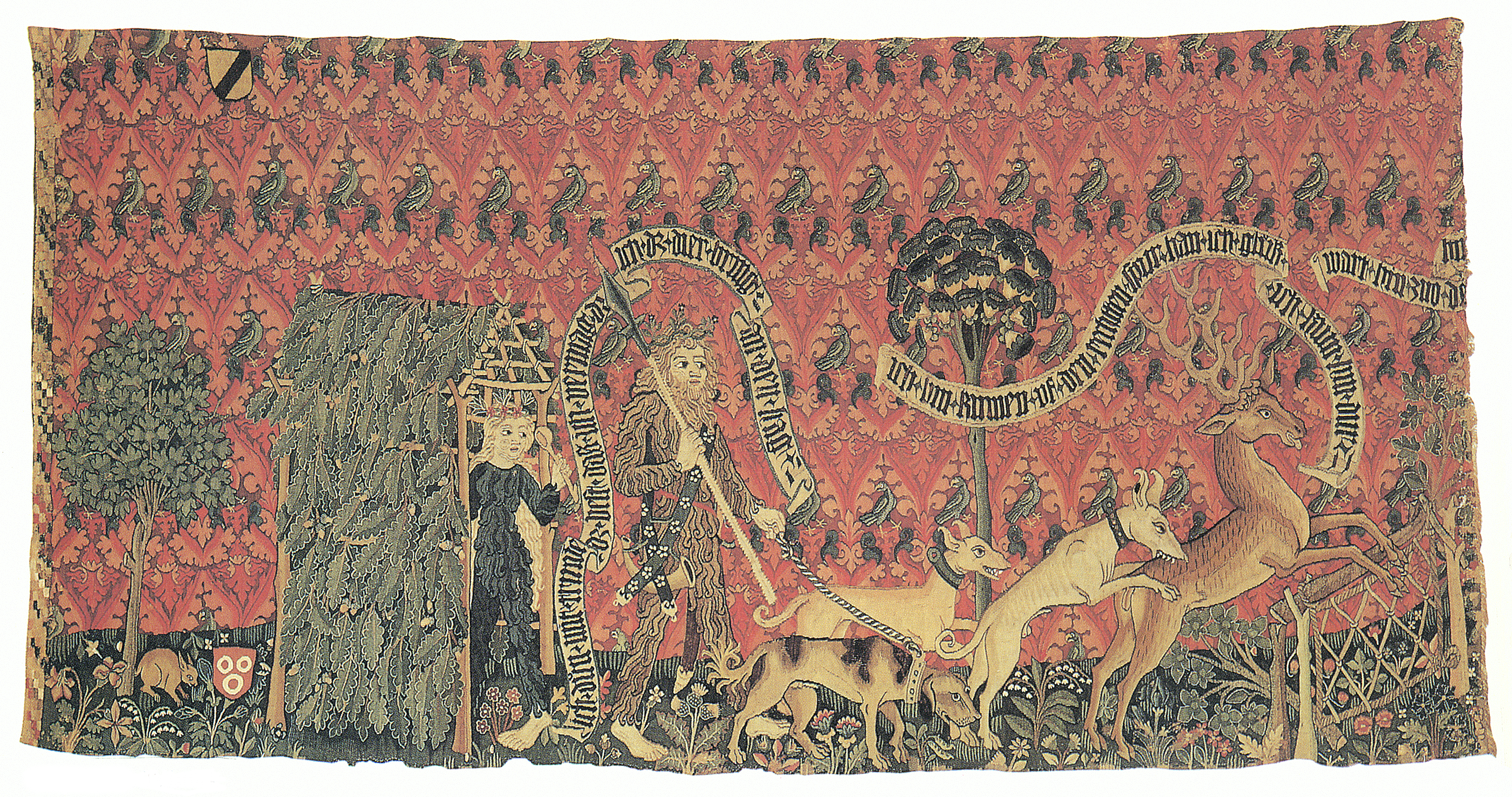
Linker Teil
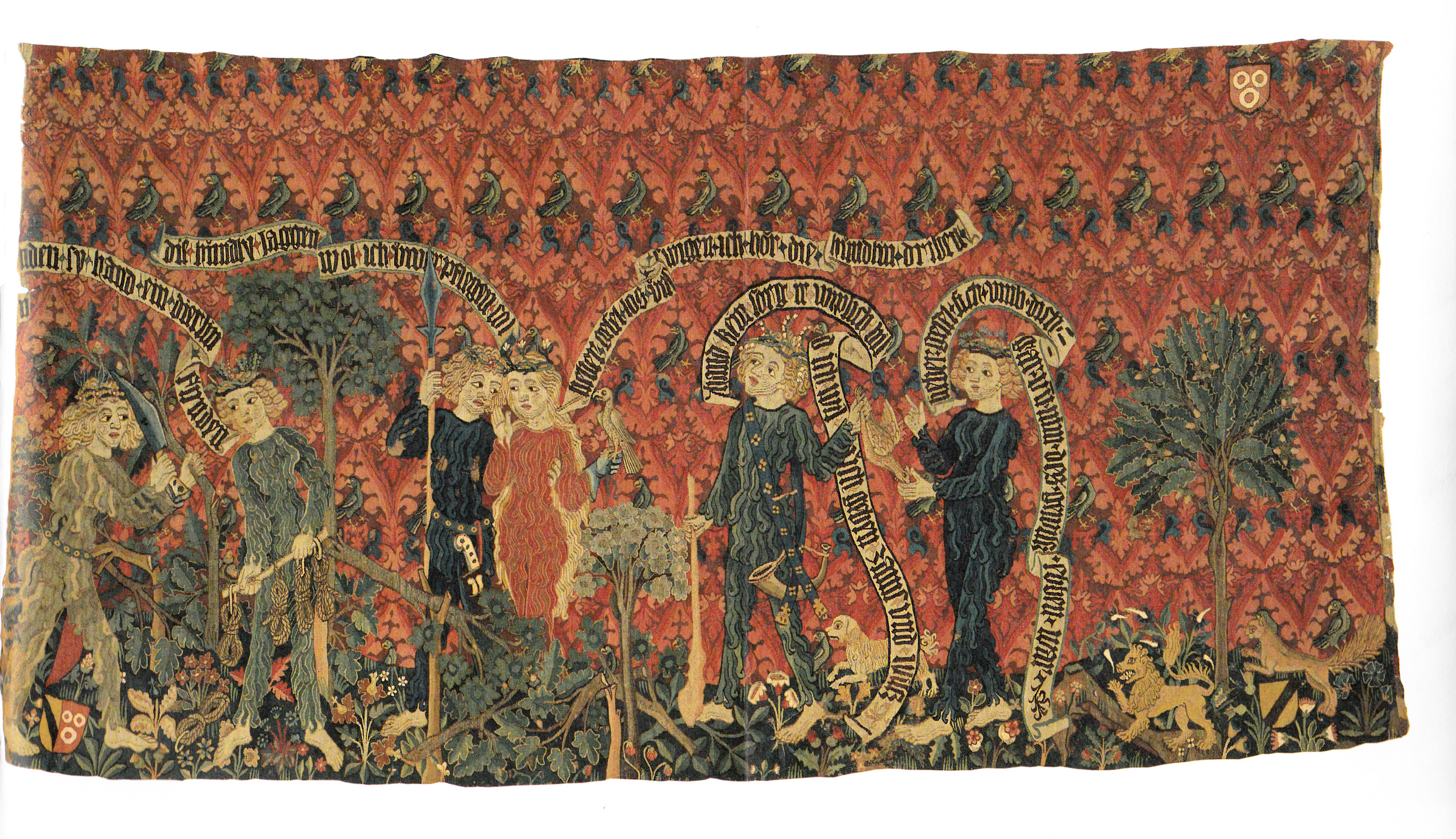
Rechter Teil